# 行政院人事行政總處
行政院人事行政總處（簡稱人事行政總處），是主管中華民國政府人力規劃、進用、訓練、考核、待遇、福利等，統籌行政院所屬人事人員管理事項工作的中央二級行政機關，以及負責公佈全國各縣市氣候異常期間的上班上課情況；並以人事行政總處為中心，在全臺所有公務機關設立人事處或人事室。

## 沿革
- 1966年3月22日，總統令，修正公布《動員戡亂時期臨時條款》，第五條規定「總統為適應動員戡亂需要，得調整中央政府之行政機構及人事機構」。

- 1967年7月27日，總統令，制定公布《行政院人事行政局組織規程》，第一條第一項規定「行政院在動員戡亂時期，為統籌所屬各級行政機關及公營事業機構之人事行政，加強管理並儲備各項人才，特設人事行政局」，第一條第二項規定「人事行政局有關人事考銓業務，並受考試院之指揮、監督」，第十四條規定「行政院所屬各級人事機構組織、編制、人員派免核定後，均報送銓敘部備查」。

- 1967年9月16日，「行政院人事行政局」成立。

- 1993年12月30日，總統令，制定公布《行政院人事行政局組織條例》；行政院人事行政局成為行政院常設機關。

- 2011年11月14日，總統令，制定公布《行政院人事行政總處組織法》。

- 2012年2月6日，行政院人事行政局改名為「行政院人事行政總處」，首長職稱「局長」改為「人事長」，公務人員住宅及福利委員會負責之中央公教人員宿舍管理及眷舍處理業務及人員移撥財政部國有財產局。

- 2014年6月18日，總統令，公布廢止《行政院人事行政局組織條例》。

- 2019年9月15日，時任考試委員周玉山披露，考試院即將出版之院史專書《中華民國考試院院史》之原稿記載，「由於人事行政局所依據的各項法令，不無侵犯《人事管理條例》的疑慮；因此不論其是否有效扮演管制者的角色，站在考試院的立場，皆難認同」[1]。

## 歷任首長
| 任別                      | 姓名                  | 政黨                  | 就職時間              | 卸任時間              |
| 行政院人事行政局 局長     | 行政院人事行政局 局長 | 行政院人事行政局 局長 | 行政院人事行政局 局長 | 行政院人事行政局 局長 |
| ------------------------- | --------------------- | --------------------- | --------------------- | --------------------- |
| 1                         | 王正誼                | 中國國民黨            | 1967年9月16日         | 1972年5月31日         |
| 2                         | 陳桂華                | 中國國民黨            | 1972年6月1日          | 1984年9月19日         |
| 3                         | 卜達海                | 中國國民黨            | 1984年9月20日         | 1993年2月26日         |
| 4                         | 陳庚金                | 中國國民黨            | 1993年2月27日         | 1997年8月31日         |
| 5                         | 魏啟林                | 民主進步黨            | 1997年9月1日          | 1999年6月14日         |
| 6                         | 張哲琛                | 中國國民黨            | 1999年6月15日         | 2000年5月19日         |
| 7                         | 朱武獻                | 民主進步黨            | 2000年5月20日         | 2002年1月31日         |
| 8                         | 李逸洋                | 民主進步黨            | 2002年2月1日          | 2005年1月31日         |
| 9                         | 張俊彥                | 無黨籍                | 2005年2月1日          | 2006年1月24日         |
| 10                        | 周弘憲                | 民主進步黨            | 2006年1月25日         | 2008年5月19日         |
| 11                        | 陳清秀                | 無黨籍                | 2008年5月20日         | 2009年9月9日          |
| 12                        | 吳泰成                | 無黨籍                | 2009年9月10日         | 2012年2月5日          |
| 行政院人事行政總處 人事長 |                       |                       |                       |                       |
| 1                         | 吳泰成                | 無黨籍                | 2012年2月6日          | 2012年3月27日         |
| 2                         | 黃富源                | 無黨籍                | 2012年3月28日         | 2016年5月20日         |
| 3                         | 施能傑                | 無黨籍                | 2016年5月20日         | 2022年2月10日         |
| 4                         | 蘇俊榮                | 無黨籍                | 2022年2月11日         | 現任                  |

## 組織
- 人事長
  - 副人事長（2名，政務、常務各1名）
    - 主任秘書

業務單位
- 綜合規劃處
- 組編人力處
- 培訓考用處
- 給與福利處
- 人事資訊處

內部單位
- 秘書室
- 人事室
- 主計室
- 政風室

任務編組
- 法規會
- 軍公教員工待遇審議委員會

所屬機關
- 公務人力發展學院

## 外部連結
- 行政院人事行政總處 （页面存档备份，存于）（繁體中文）（英文）
- 行政院人事行政總處的Facebook專頁
- YouTube上的行政院人事行政總處頻道